# Judo na Igrzyskach Ameryki Środkowej i Karaibów 1993
Turniej judo na igrzyskach Ameryki Środkowej i Karaibów odbył się w listopadzie 1993 roku w Ponce.

## Klasyfikacja medalowa
Gospodarz zawodów został zaznaczony kolorem.
| Miejsce | Państwo    |    |    |    | Razem |
| ------- | ---------- | -- | -- | -- | ----- |
| 1       | Kuba       | 13 | 2  | 1  | 16    |
| 2       | Portoryko  | 1  | 4  | 5  | 10    |
| .       | Wenezuela  | 1  | 4  | 5  | 10    |
| 4       | Meksyk     | 1  | 0  | 5  | 6     |
| 5       | Dominikana | 0  | 5  | 6  | 11    |
| 6       | Kolumbia   | 0  | 1  | 2  | 3     |
| 7       | Kostaryka  | 0  | 0  | 2  | 2     |
| .       | Salwador   | 0  | 0  | 2  | 2     |
| 9       | Haiti      | 0  | 0  | 1  | 1     |
| .       | Gwatemala  | 0  | 0  | 1  | 1     |
| Razem   | Razem      | 16 | 16 | 30 | 62    |

## Medaliści

### Mężczyźni
| Konkurencja: | Złoto:           | Srebro:                | Brąz:                            |
| −56kg        | Boris Arencibia  | Luis Martínez          | Gilberto Ottogalli Luis Vizcaino |
| −60kg        | Manolo Poulot    | Melvin Méndez          | Ricardo Acuña Jorge Echevarry    |
| −65kg        | Israel Hernández | Roberto Unda           | Víctor Martínez Ekers Raposo     |
| −71kg        | Mario González   | Francisco Rodríguez    | Yovani Pérez Henry Núñez         |
| −78kg        | José Figueroa    | Armando Maldonado      | Julián Abreu Kilmar Campos       |
| −86kg        | Miguel Romero    | Francis Ramos          | Mario Arriaga Hermate Souffrant  |
| −95kg        | Ángel Sánchez    | José Vicbart Geraldino | Ronny Gómez Charles Griffith     |
| Ponad 95kg   | Frank Moreno     | Pedro Lantigua         | Omar Iturbe                      |

### Kobiety
| Konkurencja: | Złoto:           | Srebro:            | Brąz:                           |
| −45kg        | Mabel Fonseca    | Liliana P. Ibarra  | Olga Cáceres Teresa Benítez     |
| −48kg        | Amarilis Savón   | María Villapol     | Evelyn Matías Liliana Fernández |
| −52kg        | Legna Verdecia   | Katiuska Santaella | Lucía Piñales Bethzaida Otero   |
| −56kg        | Driulis González | Alicia Herrera     | Roxana García Verónica Jiménez  |
| −61kg        | Xiomara Griffith | Ileana Beltrán     | Eleucadia Vargas Eliana Olarte  |
| −66kg        | Odalis Revé      | Dulce Piña         | R. Delmy Ramos María Francisco  |
| −72kg        | Yamila González  | Ingrid Piña        | Claudia Moreno Silvia Bastidas  |
| Ponad 72kg   | Daima Beltrán    | Ana Morrel         | Ninoska Avendaño                |